# 22869 Brianmcfar
22869 Brianmcfar este un asteroid din centura principală de asteroizi.

## Descriere
22869 Brianmcfar este un asteroid din centura principală de asteroizi. A fost descoperit pe 10 septembrie 1999 la Socorro, New Mexico, în cadrul proiectului LINEAR. Asteroidul prezintă o orbită caracterizată de o semiaxă mare de 2,63 ua, o excentricitate de 0,19 și o înclinație de 4,5° în raport cu ecliptica.